# Klični list
Klični list je ena od dveh ali treh plasti celic, ki nastanejo v začetku razvoja zarodka in iz katerih se razvijejo vsa tkiva in organi. Gre za prvo diferenciacijo v razvoju zarodka. Klični listi nastanejo med gastrulacijo ali neposredno po njej; razvijejo se iz blastule.
Klični listi se razvijejo pri vseh pravih mnogoceličarjih. Pri radialno somernih živalih (npr. pri ožigalkarjih) nastaneta dva klična lista:
- zunanji klični list (ektoderm) in
- notranji klični list (entoderm).

Pri bilateralno somernih živalih nastanejo 3 klični listi:
- zunanji klični list (ektoderm),
- srednji klični list (mezoderm) in
- notranji klični list (entoderm).

V procesu organogeneze nastanejo vsa tkiva in organi iz omenjenih kličnih listov.

## Razvoj
Po oploditvi nastane oplojeno jajčece (zigota). Nato v naslednji stopnji nastane z mitotsko delitvijo blastula, ki je drobna gruča več celic. Sledi gastrulacija, pri čemer se tvori gastrula z dvema ali tremi kličnimi listi. Na začetku gastrulacije se tvori pračrevo.
Pri ljudeh nastane z mitotsko delitvijo po približno treh dneh iz oplojenega jajčeca morula. Ta se nato pretvori v blastocisto, ki sestoji iz zunanjega sloja, imenovanega trofoblast, in notranjega skupka celic, imenovanega embrioblast. Blastocista se izlušči iz steklaste kožice jajčnikovega folikla in sledi ugnezdenje v maternično sluznico. Sprva ima notranja celična masa dva sloja: hipoblast in epiblast. Na koncu drugega tedna se tvori primitivna proga v obliki vzdolžne gube. Epiblast v tem predelu se pomakne proti primitivni progi in se pogrezne vanjo ter tvori novo plast: notranji klični list. Pri tem odriva hipoblast, iz katerega kasneje nastane plodnik (amnij). Epiblast se nadalje širi in tvori še drugo plast: srednji klični list. Zgornja plast se sedaj imenuje zunanji klični list.